# Монтелло (Вісконсин)
Монтелло (англ. Montello) — місто (англ. city) в США, в окрузі Маркетт штату Вісконсин. Населення — 1448 осіб (2020).

## Географія
Монтелло розташоване за координатами 43°47′40″ пн. ш. 89°20′5″ зх. д. / 43.79444° пн. ш. 89.33472° зх. д. (43.794338, -89.334640).  За даними Бюро перепису населення США в 2010 році місто мало площу 5,57 км², з яких 4,93 км² — суходіл та 0,63 км² — водойми.

## Демографія
Згідно з переписом 2010 року, у місті мешкало 1495 осіб у 628 домогосподарствах у складі 356 родин. Густота населення становила 269 осіб/км².  Було 823 помешкання (148/км²).
Расовий склад населення:
| - 95,3 % — білих - 1,7 % — чорних або афроамериканців - 0,9 % — корінних американців - 0,5 % — азіатів |

До двох чи більше рас належало 1,2 %. Частка іспаномовних становила 2,9 % від усіх жителів.
За віковим діапазоном населення розподілялося таким чином: 21,2 % — особи молодші 18 років, 55,8 % — особи у віці 18—64 років, 23,0 % — особи у віці 65 років та старші. Медіана віку мешканця становила 44,1 року. На 100 осіб жіночої статі у місті припадало 98,3 чоловіків;  на 100 жінок у віці від 18 років та старших — 93,8 чоловіків також старших 18 років.
Середній дохід на одне домашнє господарство  становив 44 544 долари США (медіана — 38 710), а середній дохід на одну сім'ю — 56 551 долар (медіана — 53 056). Медіана доходів становила 37 941 долар для чоловіків та 30 391 долар для жінок. За межею бідності перебувало 14,2 % осіб, у тому числі 16,7 % дітей у віці до 18 років та 14,1 % осіб у віці 65 років та старших.
Цивільне працевлаштоване населення становило 605 осіб. Основні галузі зайнятості: виробництво — 25,0 %, освіта, охорона здоров'я та соціальна допомога — 21,7 %, мистецтво, розваги та відпочинок — 12,7 %, роздрібна торгівля — 11,7 %.